# Som dig, Gud, täckes, gör med mig
Som dig, Gud, täckes, gör med mig är en gammal tysk psalm som ursprungligen hette "Herr, wie du will(s)t, so schick's mit mir", i fyra verser av Caspar Bienemann skriven 1582 och översatt av Petrus Brask 1690.
Inledningsorden i psalmen i 1695 års psalmbok är:
Som tigh, Gudh, täckes, giör medh migh
I döden och i lifwet
Enligt 1697 års koralbok är melodin densamma som till psalmerna "Min siäl skal uthaf hiertans grund" (nr 108), "O Gud, det är en hjärtans tröst" (nr 231), "O Gud, som hörer allas röst" (nr 233) och "Gud säger, att den salig är" (nr 276). Enligt 1921 års koralbok med 1819 års psalmer användes då samma melodi som till psalmen "Min högsta skatt, o Jesus kär" av Johann Crüger som 1937 blev psalmens B-melodi.
Johann Sebastian Bach använde psalmens första strof för sin kantat "Herr, wie du willt, so schicks mit mir", BWV 73.

## Publicerad som
- Nr 264 i 1695 års psalmbok under rubriken "Om Tolamod och Förnöijelse i Gudi".
- Nr 253 i 1819 års psalmbok under rubriken "Kristligt sinne och förhållande - I allmänhet: Förhållandet till Gud: Glädje i Gud och förnöjsamhet med hans behag under alla skiften".
- Nr 327 i 1937 års psalmbok under rubriken "Trons glädje och förtröstan".